# سونورا جانکشن (کالیفرنیا)
سونورا جانکشن (به انگلیسی: Sonora Junction) یک منطقهٔ مسکونی در ایالات متحده آمریکا است که در شهرستان مونو، کالیفرنیا واقع شده‌است. سونورا جانکشن ۲٬۱۰۹ متر بالاتر از سطح دریا واقع شده‌است.